# Pavel Svoboda
Pavel Svoboda (ur. 9 kwietnia 1962 w Pradze) – czeski prawnik, polityk i dyplomata, w 2009 minister w rządzie Mirka Topolánka, poseł do Parlamentu Europejskiego VIII kadencji.

## Życiorys
W 1984 ukończył studia na Wydziale Prawa Uniwersytetu Karola w Pradze, rok później uzyskał tytuł zawodowy doktora prawa (JUDr.). Kształcił się na studiach podyplomowych w Tuluzie (DEA), Hadze i Florencji. Początkowo pracował w organizacji zajmującej się prawami autorskimi. W 1993 rozpoczął pracę jako wykładowca akademicki na macierzystej uczelni (początkowo jako adiunkt, od 2001 jako docent, specjalizując się w prawie europejskim), a rok później praktykę zawodzie adwokata. W drugiej połowie lat 90. zasiadał w ministerialnej komisji ds. prawa autorskiego.
Zaangażował się również w działalność partyjną, wstępując w 1990 do Unii Chrześcijańskiej i Demokratycznej – Czechosłowackiej Partii Ludowej. W 2004 objął stanowisko wiceministra spraw zagranicznych, które zajmował przez dwa lata. W 2007 przeszedł do dyplomacji, powołano go na funkcję stałego przedstawiciela (ambasadora) Republiki Czeskiej w Radzie Europy. 23 stycznia 2009 wszedł w skład rządu Mirka Topolánka jako minister bez teki i przewodniczący Rady Legislacyjnej. Po dymisji rządu z 26 marca 2009 pełnił obowiązki do 8 maja tego samego roku. W 2014, będąc liderem listy wyborczej KDU-ČSL, został wybrany na eurodeputowanego VIII kadencji. Mandat posła do PE wykonywał do 2019.